# Isabelle Daniel
Pour les articles homonymes, voir Daniel.
Isabelle Daniel, née en 1968 à Ambérieu-en-Bugey, est une minéralogiste et géologue française, professeure en sciences de la Terre à l'université Lyon I. Elle est directrice de l'observatoire de Lyon de 2015 à 2022.

## Biographie

### Formation
Isabelle Daniel est née en 1968 à Ambérieu-en-Bugey. Elle est élève à l'École normale supérieure de Lyon de 1988 à 1992. Elle est agrégée de sciences de la vie et de la Terre en 1991 et obtient un master en géologie à l'université de Rennes en 1992. Elle soutient une thèse de doctorat en sciences de la Terre intitulée « Aluminosilicates à haute pression et haute température : amorphes, verres, liquides et cristaux : étude par spectroscopie Raman » sous la direction de Philippe Gillet à l'université Claude Bernard Lyon I en 1995.

### Carrière professionnelle
Isabelle Daniel est recrutée comme maîtresse de conférence à l'université de Lyon I en 1996. Elle soutient un mémoire d'habilitation universitaire en 2002, et en 2004, elle est nommée professeure dans cette même université. Elle est affiliée au laboratoire de géologie de Lyon et doyenne de l'Observatoire des sciences de la Terre et de l'astrophysique de Lyon. De 2008 à 2013, elle est membre junior de l’Institut universitaire de France. En 2015, elle est nommée directrice de l’Observatoire de Lyon. Elle est également membre de l’équipe du Deep Carbon Observatory. En 2024, elle est élue présidente de l'Union européenne de minéralogie (European Mineralogical Union) après en avoir été vice-présidente depuis 2016,.

## Travaux
Ses travaux de recherche dans le champ disciplinaire de la géobiologie portent sur les interactions entre les fluides et les roches en conditions de pression et de température élevée.

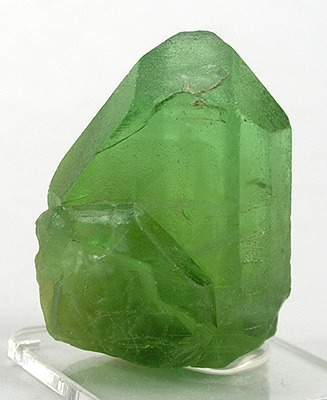
Olivine

Elle utilise des méthodes expérimentales comme la spectroscopie Raman et la diffraction des rayons X synchrotron. En 2013, elle publie avec deux de ses collègues dans l'American Mineralogist un article sur l'altération de l'olivine. L'altération de cette substance minérale produit de l'hydrogène à partir de l'eau, dans le cadre d'un processus appelé serpentinisation qui a notamment lieu au niveau des dorsales océaniques.
Elle s'intéresse également aux types de composés volatils présents dans les zones de subduction et à la manière dont ces composés sont recyclés. Son laboratoire étudie aussi les biosignatures microbiennes et l'impact des surfaces minérales sur l'émergence de la vie sur Terre.

## Distinctions
- 2021 : Isabelle Daniel est listée parmi les dix scientifiques les plus influents et dans le quarante tops des femmes STIM dans le domaine scientifique pluri-disciplinaire par l'Academic Influence (en)[6].
- 2023 :  Chevalière de l'ordre du mérite[15].
- 2024 : Merit Award de la Société française de minéralogie et de cristallographie[16],[17].

## Publications
- (en) Muriel Andreani, Isabelle Daniel et Marion Pollet-Villard, « Aluminum speeds up the hydrothermal alteration of olivine », American Mineralogist, vol. 98, no 10,‎ 2013, p. 1738–1744 (lire en ligne)
- Isabelle Daniel, « Biochimie et biophysique à haute pression », Examens en minéralogie et géochimie, vol. 75,‎ 2013, p. 607-648
- (en) Isabelle Daniel, « Raman in situ et modèle thermodynamique de la spéciation aqueuse de carbonates en équilibre avec de l'aragonite dans des conditions de zone de subduction », Geochimica et Cosmochimica Acta, no 132,‎ 2014, p. 375-390
- (en) Nadege Hilairet, Bruno Reynard, Yanbin Wang et Isabelle Daniel, « High-Pressure Creep of Serpentine, Interseismic Deformation, and Initiation of Subduction », Science, vol. 318, no 5858,‎ 21 décembre 2007, p. 1910–1913 (DOI 10.1126/science.1148494, lire en ligne, consulté le 27 février 2025)
- (en) Isabelle Daniel, Philippe Oger et Roland Winter, « Origins of life and biochemistry under high-pressure conditions », Chemical Society Reviews, vol. 35, no 10,‎ 26 septembre 2006, p. 858–875 (ISSN 1460-4744, DOI 10.1039/B517766A, lire en ligne, consulté le 27 février 2025)
- (en) A.-L. Auzende, I. Daniel, B. Reynard et C. Lemaire, « High-pressure behaviour of serpentine minerals: a Raman spectroscopic study », Physics and Chemistry of Minerals, vol. 31, no 5,‎ 1er juin 2004, p. 269–277 (ISSN 1432-2021, DOI 10.1007/s00269-004-0384-0, lire en ligne, consulté le 27 février 2025)
- (en) J. M Lardeaux, P Ledru, I Daniel et S Duchene, « The Variscan French Massif Central—a new addition to the ultra-high pressure metamorphic ‘club’: exhumation processes and geodynamic consequences », Tectonophysics, vol. 332, no 1,‎ 10 mars 2001, p. 143–167 (ISSN 0040-1951, DOI 10.1016/S0040-1951(00)00253-5, lire en ligne, consulté le 27 février 2025)